# Piers Maxim
 (septembre 2015).
Si vous disposez d'ouvrages ou d'articles de référence ou si vous connaissez des sites web de qualité traitant du thème abordé ici, merci de compléter l'article en donnant les références utiles à sa vérifiabilité et en les liant à la section « Notes et références ».
Piers Maxim est un musicien anglais. Il était un petit choriste à la cathédrale Saint-Paul, Londres, à la suite de cela, il est allé à l'école à Christ's Hospital, Horsham. Il a étudié la musicologie à l'université de Cambridge, et le chant et la direction d'orchestre à Guildhall School of Music and Drama, Londres.
Ayant été chef du chœur à Scottish Opera, Glasgow, pendant deux ans, en 2004 il est nommé chef des chœurs du théâtre de la Monnaie de Bruxelles, en remplacement de Renato Balsadonna. Pendant les années 2004-2009 il a dirigé les chœurs dans une quarantaine de spectacles, aussi comme chef d'Orchestre pour plusieurs productions dont La Flûte enchantée de Mozart (La Monnaie, Afrique de Sud, BAM New York), Iphigénie en Aulide et Iphigénie en Tauride de Gluck et Semele de Haendel (Pékin). Pendant les années 1996-2012, il a travaillé en étroite collaboration avec le chef d'orchestre flamand René Jacobs, comme assistant musical, particulièrement sur les opéras haendéliens Agrippina, Belshazzar, Rinaldo, Semele, Saul et Giulio Cesare in Egitto - dont il a dirigé deux représentations à la Monnaie.
Piers Maxim est retourné en Angleterre en 2012 pour prendre la fonction de direction musical et organiste titulaire à Great Malvern Priory. Il est également compositeur et il est publié par Royal School of Church Music (RSCM).